# Tanja Bauer (Politikerin)
Tanja Bauer (* 12. Juni 1983) ist eine Schweizer Politikerin (SP) und wurde im September 2022 zur Gemeindepräsidentin von Köniz gewählt.

## Leben
Tanja Bauer wuchs im Berner Oberland auf und studierte Politologie an der Universität Genf. Sie arbeitete als Projektleiterin im Büro für die Gleichstellung und Familienfragen des Kantons Freiburg und als Wissenschaftliche Mitarbeiterin im Generalsekretariat der Gesundheits- und Sozialdirektion des Kantons Freiburg. Sie wohnt in Wabern, lebt in Partnerschaft und hat drei Kinder.

## Politik
Bauer wurde 2017 für die SP ins Gemeindeparlament von Köniz gewählt. Im Juni 2018 folgte die Wahl in den Grossen Rat des Kantons Bern, wo sie seither der Sicherheitskommission angehört.
Im November 2018 wurde sie zur Vizepräsidentin der SP Kanton Bern gewählt. Sie ist Präsidentin des VPOD Kanton Bern und Co-Präsidentin des Vereins Chindernetz Kanton Bern.
Am 25. September 2022 wurde sie bei einer Ersatzwahl zur Gemeindepräsidentin von Köniz gewählt. Sie hat dieses Amt am 1. November 2022 angetreten.